# Той, що немає чину
«Той, що немає чину» («Не имеющий чина») — радянський трисерійний телефільм 1985 року, знятий режисером Ольгердом Воронцовим на Свердловській кіностудії.

## Сюжет
Історико-біографічний фільм про життя М .В. Фрунзе. Дія фільму охоплює період із 1915 по 1916 роки. Фільм присвячений одному з найтаємничіших епізодів життя Фрунзе, коли він у 1915 році втік із пересильної в'язниці. У блискучому дворянині Василенку жандармські офіцери не змогли впізнати зухвалого втікача, який став після громадянської війни небезпечним опонентом для Йосипа Сталіна, який набирав силу.

## У ролях
- Григорій Гладій — Михайло Васильович Фрунзе (озвучив Сергій Шакуров)
- Тетяна Бондаренко — Софія Олексіївна Колтановська
- Інтс Буранс — Ян Кирилович
- Валерій Івченко — Іван Миколайович Константинов, штабс-ротмістр
- Борис Хімічев — Борис Петрович Карпов, підполковник
- Віктор Саїтов — Соколов
- Юрій Муравицький — Віктор Едуардович Монтвід, чиновник для особливих доручень
- Юрій Чернов — «Хірург», філер
- Олександр Романцов — Булахов, начальник читинської жандармерії
- Олена Майорова — Юзефа Смолянова
- Наталія Вавілова — Мері Кияшко
- Всеволод Ларіонов — Андрій Іванович Кияшко, генерал-губернатор
- А. Безруков — епізод
- Володимир Лисенков — вахмістр
- Микола Олійник — Панас Холоденко
- Раїса Рязанова — Катерина
- Іван Шабалтас — Віктор
- Геннадій Юхтін — старий робітник
- Рим Аюпов — революціонер
- Циден Бадмаєв — лама
- Ц. Дагмаєв — Цирен
- Юрій Гамзін — редактор
- Вацлав Дворжецький — Олексій Полікарпович Колтановський
- Софія Павлова — Катерина Миколаївна, мати Софії
- В'ячеслав Кириличев — Смолянов
- Афанасій Кочетков — Сохатий, підрядник
- Анатолій Єгоров — революціонер
- Олена Кривда — Люба
- Володимир Махов — шпик
- Василь П'янков — Віталій Олексійович Кузьмін, господар явочної квартири
- Чиміт Рінчинов — калмик
- Микола Смирнов — епізод
- Степан Старчиков — батько Митяя
- Павло Федосєєв — грабіжник (озвучив Ігор Єфімов)
- В. Куликова — епізод
- Олександр Іншаков — Митяй
- Ігор Бєлозєров — епізод
- Раїс Галямов — епізод
- Валерій Храмцов — епізод
- Борис Волчек — епізод
- Віктор Чорноскутов — епізод
- Валентин Черятніков — епізод
- Дмитро Шилко — епізод
- Катерина Ляхова — епізод
- Микола Гусаров — більшовик
- М. Горбунов — більшовик
- Володимир Кадочников — мужик
- Валерій Величко — мужик
- Сергій Сметанін — мужик
- Микола Буйських — мужик
- Наталія Корнєєва — епізод
- Леонід Балуєв — епізод
- Георгій Бовикін — ад'ютант
- Борис Вінарський — епізод
- Сергій Главатських — солдат

## Знімальна група
- Режисер — Ольгерд Воронцов
- Сценаристи — Едуард Веріго, Борис Шапіро-Тулін
- Оператор — Борис Шапіро
- Композитор — Георгій Портнов
- Художник — Борис Добровольський